# 村田三二
村田 三二（むらた みに）は日本の写真家。協同組合日本写真家ユニオン理事長。

## 略歴
- 東京都生まれ
- 立教大学文学部英米文学科卒業
- 総合商社に勤務しながら、東京写真専門学校（現・東京ビジュアルアーツ）　夜間部　写真学科卒業
- 専門学校在学中から写真家活動をはじめ、卒業時に商社を退職して写真家に専念する
- 2010年、経営管理学修士（MBA：Master of Business Administration）取得
- 2011年、株式会社トップオブハートを設立、代表取締役
- 2012年、協同組合日本写真家ユニオン理事
- 2014年、協同組合日本写真家ユニオン専務理事
- 2016年、協同組合日本写真家ユニオン副理事長
- 2020年、協同組合日本写真家ユニオン理事長

## 展覧会

### 個展
- 「飾る写真～PLUS α～」（SAN BAN CHO CAFE、東京、2012年11月5日～11月10日）
- 「飾る写真　村田三二 写真展『猫様のお言葉の猫たち』」（メゾンドネコ・アートギャラリー京橋、東京、2016年2月19日～2月23日）

### グループ展
- 「第2回　JPUモダンプリント展」（ギャラリーコスモス、東京、2013年8月6日～8月11日）
- 「岩波写真文庫と写真家ユニオンの8月15日展」-戦後10年目の1956年と2012年の夏-（ギャラリーコスモス、東京、2013年7月30日～8月4日）
- 「日本写真家ユニオン10周年記念写真展-ジャパネスク-」（アイデムフォトギャラリーシリウス、東京、2013年5月9日～5月15日）
- 「第1回　JPUモダンプリント展」（ギャラリーコスモス、東京、2013年2月5日～2月10日）
- 「第７回日本写真家ユニオン・オリジナルプリント展」（2012年）